# Enneapterygius cheni
Enneapterygius cheni är en fiskart som beskrevs av Wang, Shao och Shen, 1996. Enneapterygius cheni ingår i släktet Enneapterygius och familjen Tripterygiidae. Inga underarter finns listade i Catalogue of Life.